# Episodi de L'ape Maia (serie animata 2012) (seconda stagione)
La seconda stagione della serie animata L'ape Maia è andata in onda in Francia tra il 1º marzo 2017 e il 23 agosto 2017. In Italia è stata trasmessa da l 7 maggio 2018 su Nick Jr ed in chiaro su Rai YoYo dal 26 novembre 2018.
| N° | Titolo originale | Titolo italiano                 | Prima TV Francia | Prima TV Italia |
| -- | ---------------- | ------------------------------- | ---------------- | --------------- |
| 1  |                  | Viva le vacanze!                |                  | 7 maggio 2018   |
| 2  |                  | Agli ordini!                    |                  | 8 maggio 2018   |
| 3  |                  | L'esilio                        |                  | 9 maggio 2018   |
| 4  |                  | Gita didattica                  |                  | 10 maggio 2018  |
| 5  |                  | L'orchirosa                     |                  | 11 maggio 2018  |
| 6  |                  | Malinconia di fine estate       |                  | 14 maggio 2018  |
| 7  |                  | Gli amici del prato             |                  | 14 maggio 2018  |
| 8  |                  | Le regole sono regole           |                  | 15 maggio 2018  |
| 9  |                  | La rana Rosita                  |                  | 15 maggio 2018  |
| 10 |                  | Un nuovo amico                  |                  | 16 maggio 2018  |
| 11 |                  | Il tesoro delle formiche        |                  | 16 maggio 2018  |
| 12 |                  | Mamma Tecla                     |                  | 17 maggio 2018  |
| 13 |                  | L'ombra del dubbio              |                  | 17 maggio 2018  |
| 14 |                  | Il Mangiamiele                  |                  | 18 maggio 2018  |
| 15 |                  | Lunga vita alla libertà!        |                  | 18 maggio 2018  |
| 16 |                  | La punizione                    |                  | 21 maggio 2018  |
| 17 |                  | Gelosia                         |                  | 21 maggio 2018  |
| 18 |                  | Amicizie sbagliate              |                  | 22 maggio 2018  |
| 19 |                  | Kurt innamorato                 |                  | 10 giugno 2018  |
| 20 |                  | La farsa di Stinger             |                  | 22 maggio 2018  |
| 21 |                  | Sua maestà Maia                 |                  | 23 maggio 2018  |
| 22 |                  | Missione salvataggio            |                  | 10 giugno 2018  |
| 23 |                  | Sciopero nell'alveare           |                  | 23 maggio 2018  |
| 24 |                  | Nessuna serenità per Cavillo    |                  | 11 giugno 2018  |
| 25 |                  | I favolosi quattro              |                  | 11 giugno 2018  |
| 26 |                  | Una palla da record             |                  | 12 giugno 2018  |
| 27 |                  | Il diploma dell'alveare         |                  | 24 maggio 2018  |
| 28 |                  | Il candidato sindaco            |                  | 12 giugno 2018  |
| 29 |                  | Il taccuino di Tecla            |                  | 24 maggio 2018  |
| 30 |                  | La sorella maggiore             |                  | 25 maggio 2018  |
| 31 |                  | Questione di fiducia            |                  | 13 giugno 2018  |
| 32 |                  | Flip salva la Regina            |                  | 13 giugno 2018  |
| 33 |                  | Il dono scomparso               |                  | 25 maggio 2018  |
| 34 |                  | In perfetta forma               |                  | 14 giugno 2018  |
| 35 |                  | Formica mascherata              |                  | 14 giugno 2018  |
| 36 |                  | Il grande amore di Max          |                  | 15 giugno 2018  |
| 37 |                  | L'effetto farfalla              |                  | 15 giugno 2018  |
| 38 |                  | La sfortuna di Willy            |                  | 18 giugno 2018  |
| 39 |                  | La caricatura di Cavillo        |                  | 18 giugno 2018  |
| 40 |                  | L'ammiratore segreto di Lara    |                  | 19 giugno 2018  |
| 41 |                  | Proprietà privata               |                  | 19 giugno 2018  |
| 42 |                  | Attenti alle zanzare!           |                  | 20 giugno 2018  |
| 43 |                  | Lara la veggente                |                  | 28 maggio 2018  |
| 44 |                  | Willy è nei guai                |                  | 20 giugno 2018  |
| 45 |                  | Il dramma della palla di sterco |                  | 21 giugno 2018  |
| 46 |                  | Il complotto                    |                  | 21 giugno 2018  |
| 47 |                  | Freschi al fresco               |                  | 22 giugno 2018  |
| 48 |                  | Seconda classe                  |                  | 22 giugno 2018  |
| 49 |                  | Un piccolo tesoro               |                  | 25 giugno 2018  |
| 50 |                  | Triplo guaio                    |                  | 25 giugno 2018  |
| 51 |                  | Fobia                           |                  | 26 giugno 2018  |
| 52 |                  | Maia, non andare!               |                  | 26 giugno 2018  |